# Lea Reisner
Lea Valeska Anissia Reisner (* 9. März 1989 in Wiesbaden) ist eine deutsche Politikerin (Die Linke). Bei der Bundestagswahl 2025 wurde sie über die NRW-Landesliste ihrer Partei in den Deutschen Bundestag gewählt.

## Leben
Lea Reisner machte ihr Abitur 2008 in Wiesbaden. Sie ist Gesundheits- und Krankenpflegerin. Reisner engagierte sich als Einsatzleiterin und Projektkoordinatorin in der zivilen Seenotrettung. Sie bezeichnet sich als Anarchistin.

## Politische Laufbahn
Bei der Europawahl 2024 kandidierte sie auf Platz 9 der Europawahlliste der Linken, verpasste jedoch den Einzug ins Europäische Parlament. Bei der Bundestagswahl 2025 trat sie als Direktkandidatin im Bundestagswahlkreis Köln II an und wurde vom Landesverband der Linken in Nordrhein-Westfalen auf Platz 3 der Landesliste nominiert; bei der Wahl erhielt sie 8,6 Prozent der Erststimmen, konnte jedoch über die Landesliste ihrer Partei dennoch in den Deutschen Bundestag einziehen. Reisners Kandidatur wurde durch Brand New Bundestag unterstützt.
Lea Reisner wurde auf dem Landesparteitag des Landesverbands Nordrhein-Westfalen am 16./17. November 2024 in den Landesvorstand der Partei gewählt.
Reisner ist im 21. Deutschen Bundestag Mitglied des Auswärtigen Ausschusses.